# Westfälische Automobilgesellschaft Bernhard Feldmann & Co.
Die Westfälische Automobilgesellschaft Bernhard Feldmann & Co. war ein Autozubehörhändler und Automobilhersteller in Soest. In der Vertretung für Fafnir-Motorenbausätze des Namens Omnimobil wurden ab 1905 auch Personenwagen hergestellt.

## Beschreibung
Die Feldmann Nixe hatte einen Zweizylinder-Blockmotor von Fafnir mit 804 cm³ Hubraum und einer Leistung von 6 PS (4,4 kW) bei 1.800 min−1. Über ein Dreiganggetriebe und Ketten wurde die Motorkraft des viersitzigen Torpedos an die Hinterräder weitergeleitet. Die erzielbare Höchstgeschwindigkeit lag bei 50 km/h.
In der Folge entstanden Wagen mit Vierzylindermotor, 1910 ein 6/20 PS und 1911 ein 8/40 PS und ein 10/25 PS. Der 8/40 PS besaß einen Motor mit 2120 cm³ Hubraum, leistete 40 PS (29 kW) und erreichte eine Höchstgeschwindigkeit von 100 km/h.
1912 wurde die Automobilfertigung eingestellt, aber der 8/40 PS-Sportwagen nahm noch 1920 und 1921 erfolgreich an Bergrennen teil.